# Lansat domácí

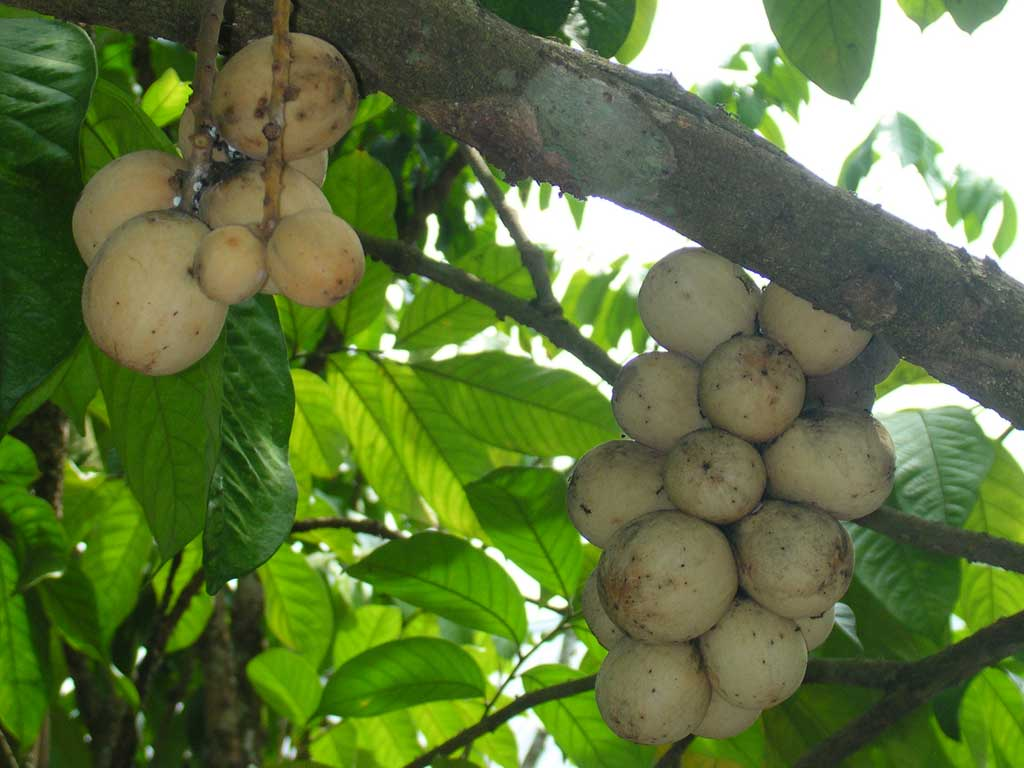
Zrající plody

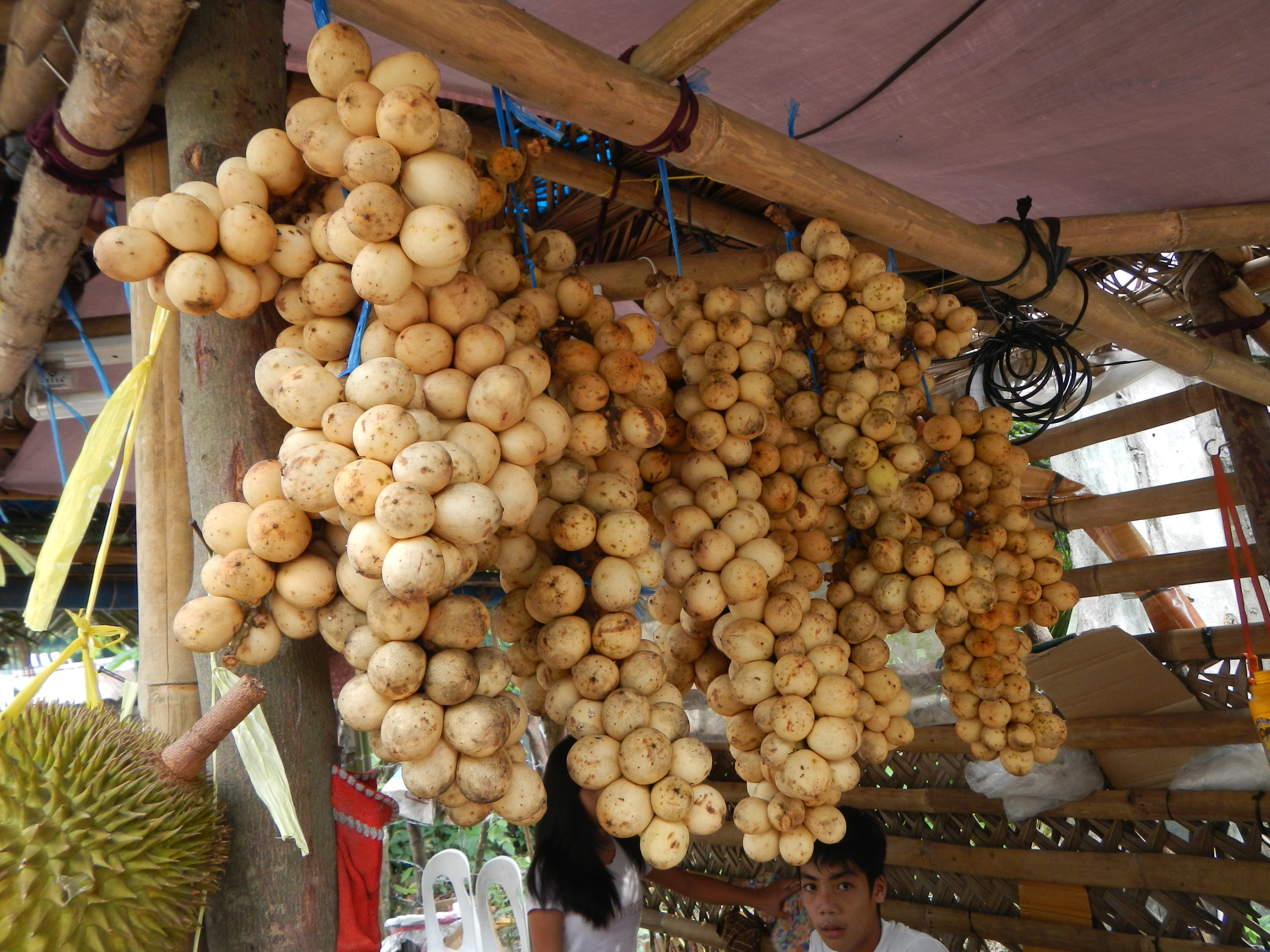
Sklizené plody

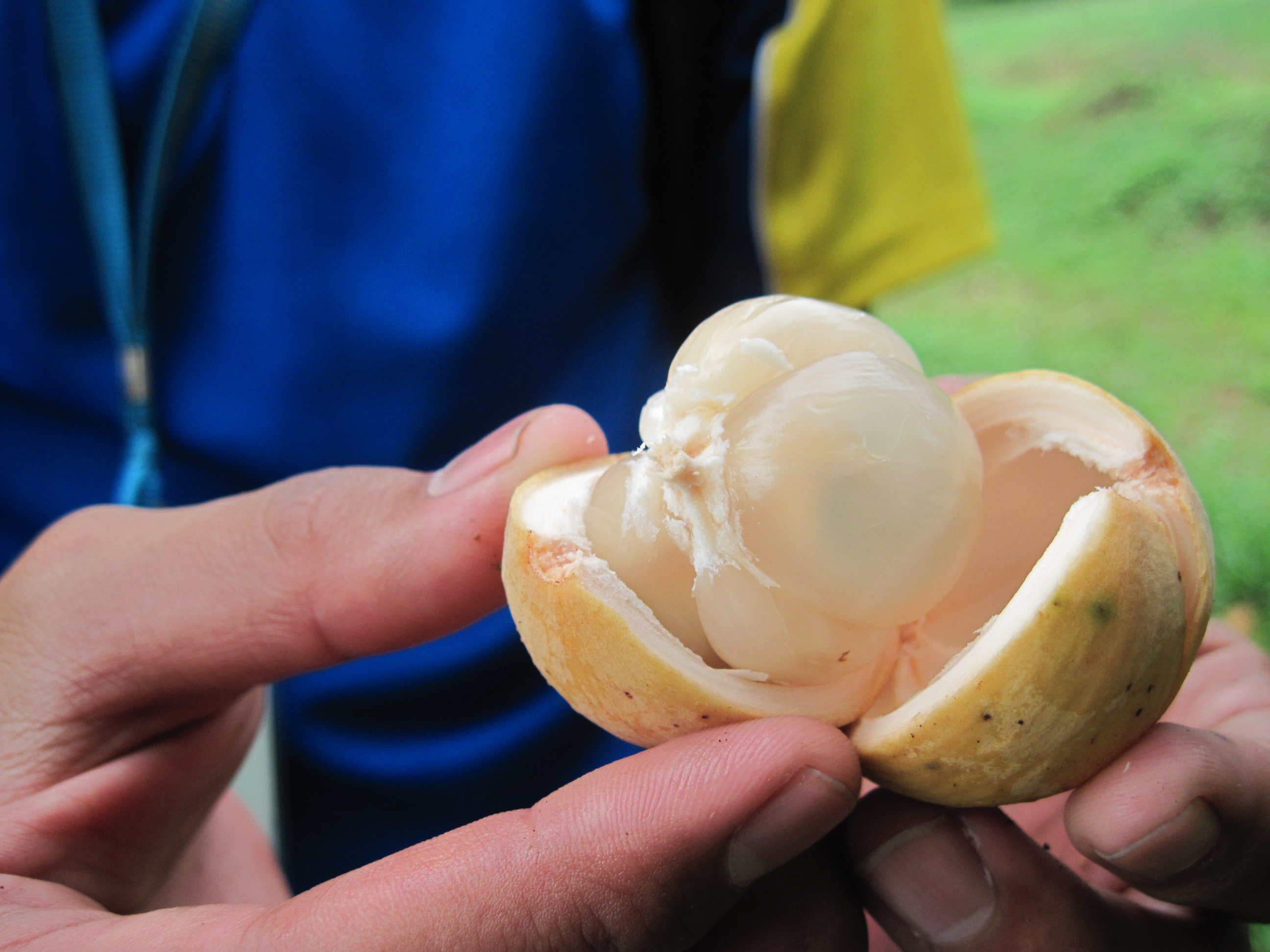
Zralý plod

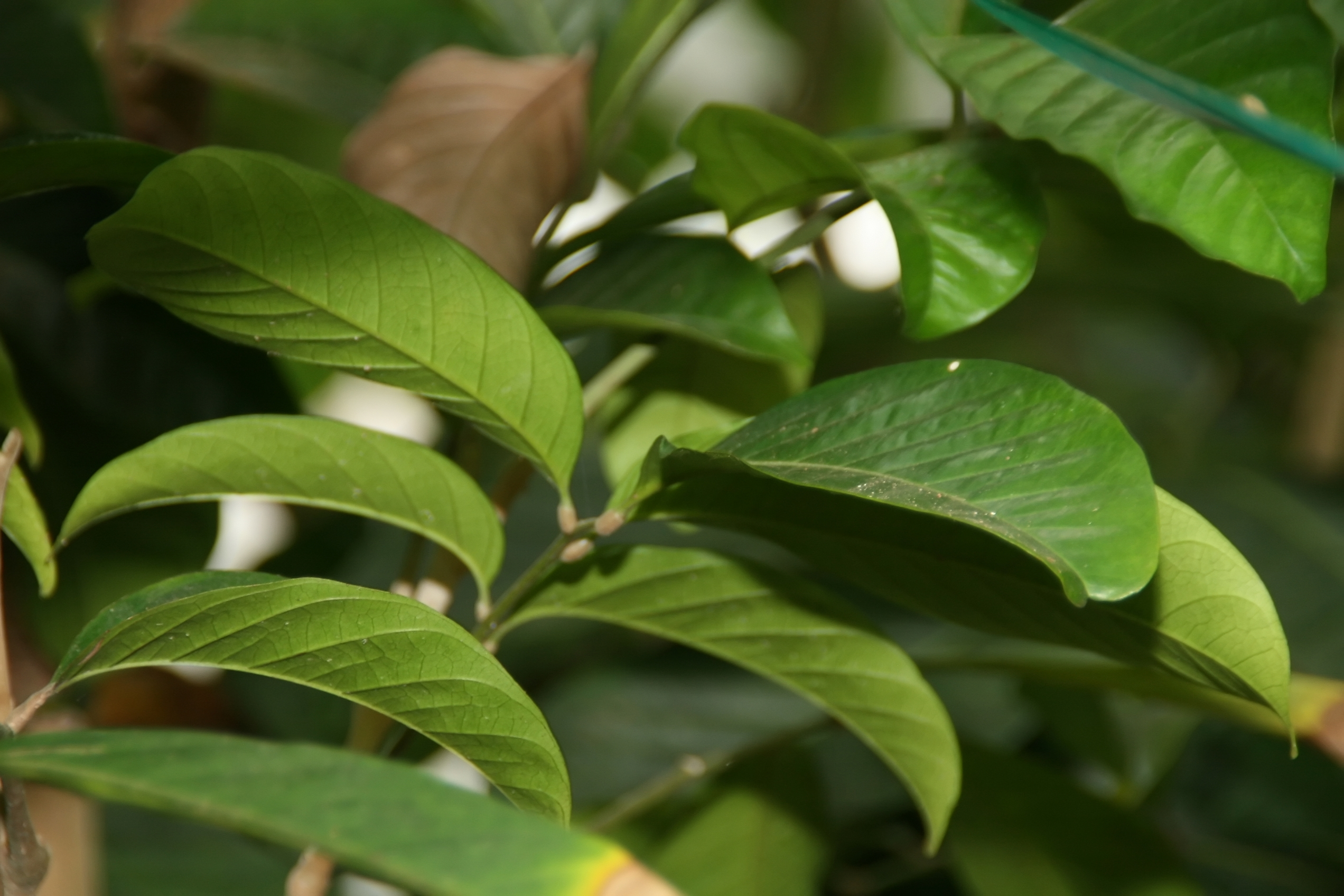
Lichozpeřený list

Lansat domácí (Lansium domesticum), někdy též česky langsat, je teplomilný strom pocházející z tropů a plodící nevelké, ale chutné ovoce. Po rekonstrukci rodu Lansium zůstal lansat domácí, jako jeden z mála druhů, jeho součásti. Někdy bývá nazýván vědeckým jménem Lansium parasiticum.
Místně oblíbený strom pochází z Indočíny, ostrovů jihovýchodní Asie a Nové Guineje, odkud byl později rozšířen jak západním směrem do oblastí indického subkontinentu, Myanmaru a přilehlých ostrovů, tak i směrem na východ do Pacifiku. Byl zaveden také na některých ostrovech Střední Ameriky.

## Ekologie
Stromy pocházejí z nížinného tropického lesa a trvale vyžadují teplé a vlhké klima, obvykle se pěstují pouze do nadmořské výšky okolo 700 m. Optimální teplota pro růst se pohybuje mezi 20 až 35 °C, neměla by klesnout pod 12 °C a po delší čas převyšovat 40 °C. Potřebují vlhkou atmosféru, dostatek půdní vlhkosti a netolerují rozsáhlejší období sucha. Průměrné roční množství srážek vhodné pro růst je v rozmezí 1000 až 3000 mm s optimálním rozsahem od 1400 do 2200 mm.
Mladé dřeviny vyžadují mírné zastínění před prudkým sluncem, starší plné slunce tolerují. Nejlépe rostou v hluboké hlinité nebo hlinitopísčité, mírně kyselé půdě s pH 6 až 6,5, která je na humus bohatá a živinami zásobená, trvale vlhká i dobře odvodněná. Stromy mají mělké kořeny a žádají silnou vrstvu organické hmoty, nesnášejí zásaditou nebo vysýchavou jílovitou půdu, stejně jako několikadenní zaplavení vodou.

## Popis
Stálezelený strom rostoucí ve volné přírodě bývá vysoký 10 až 30 m, kdežto pěstovaný jen 5 až 10 m. Rovný, válcovitý kmen tlustý do 0,7 m bývá nakloněn a jeho vrásčitá kůra je žlutohnědá nebo červenavě hnědá a často světle skvrnitá, snadno se loupe a má vystouplé jizvy po minulých plodenstvích. Kořenový systém je mělký a tvoří jej převážně tenké vláknité kořínky.
Větve jsou porostlé řapíkatými, lichozpeřenými listy dlouhými 30 až 50 cm. Jsou dělené do dvou až pěti kožovitých lístků po každé straně osy listu, mají krátké řapíčky a vyrůstají střídavě nebo téměř vstřícně, bývají dlouhé 9 až 45 cm a široké od 5 do 15 cm, lichý horní lístek bývá nejrozměrnější. Lístky mají tvar eliptický až vejčitý, na bázi jsou klínovité a na vrcholu krátce špičaté, na lícní straně jsou lysé a na rubové někdy plstnaté, zpeřená žilnatina mívá 7 až 14 žilek po každé straně.
Drobné, oboupohlavné květy vytvářejí hroznovitá květenství 5 až 20 cm dlouhá, která vyrůstající na starších větvích nebo přímo na kmeni, na mladých výhonech jen vzácně. Květy s kratičkými stopkami mají pět pouze 2 mm velkých okrouhlých kališních lístků a pět tuhých, bílých, krémových či žlutavých korunní lístků velkých jen 3 mm. Tyčinek s drobnými prašníky je deset a vyrůstají v přeslenech, jejich nitky tvoří trubku, uvnitř které je dlouhá čnělka s bliznou. Semeník je tří až pětipouzdrý, v každém pouzdře je po jednom vajíčku. Stromy za příhodných podmínek kvetou dvakrát ročně, nečekané sucho většinou jedno kvetení vyruší, například v Malajsií plodí v červnu a červenci a pak znovu v prosinci a lednu. Květy jsou opylovány hmyzem nebo se opylí samosprašně. Plody se semeny mohou vzniknout i partenokarpicky, bez opylení.

## Význam
Plody jsou elipsoidní až kulovité, 3 až 4 cm velké a společně vyrůstají v až 30četném plodenství, ve zralosti mají barvu bledě žlutou, hnědavou, šedou nebo narůžovělou. Obsahují 1 až 5 drobných semen obklopených jedlým dužnatým míškem. Sametová slupka (exokarp) plodů bývá tenká, kožovitá a je pro lidi toxická, obsahuje mléčný latex jehož množství se při zralosti snižuje. Před konzumaci je nutno slupku plodů sloupnout, u odrůd s velkým obsahem latexu se plody před konzumací namáčejí do horké vody, která ho rozpustí. Bílá, šťavnatá, průsvitná, sladce nakyslá dužina je rozdělená do pěti nebo šesti segmentů, semena bývají v jednom až třech z nich. Semeno je zelené, elipsovité, dlouhé 2,5 a široké 2 cm a velmi hořké, někdy tak pevně lpí dužině, že způsobí hořkost celého segmentu. Občas se vyskytují drobnější plody zcela bez semen. Za příhodných klimatických podmínek vyprodukuje strom, plodící dvakrát ročně, celkem asi 13,5 kg (asi 1000 ks) ovoce.
Zralé plody velmi rychle přezrávají a podléhají zkáze, při pokojové teplotě jsou nepoživatelné již za čtyři dny, v chladírně při +10 °C vytrží asi dva týdny. Jedlý dužnatý míšek tvoří asi 60 % plodu, je osvěžující a sladký, nejčastěji se používá v čerstvém stavu. Mimo přímé konzumace se po vyjmutí semen kandují s cukrem nebo jsou zdrojem pro výrobu sladkého sirupu, kvašením se z nich získává též alkohol. Největšími producenty ovoce jsou Malajsie, Thajsko, Filipíny a Indonésie, většinou je určeno pro domácí spotřebu, pro krátkou trvanlivost se exportuje jen omezeně.
Dřevo stromu je světlé, těžké, houževnaté, pružné a používá se ve stavebnictví. Z menších částí se vyrábějí pomůcky pro domácnost, různé násady a držadla. Stromy se vysazují při opětovném zalesňování vykácených nížinných oblastí. Mladá kůra stromu obsahuje toxickou kyselinu, která se používala jako šípový jed. Ze sušené kůry se získává polotekutá pryskyřice, která je netoxická a v lidovém léčitelství se podává při uštknutí štírem a dále při bolestech břicha a průjmu. Svíravý odvar z kůry a listů sloužívá k léčbě malárie a úplavice, rozemletá semena se používají k potlačování horečky, šťávou z listů se léčí oční zánět. Vysušená kůra plodů se pálí jako kadidlo.
Ve 100 g jedlé části ovoce je obsaženo:
voda		86,5 g,
vláknina	2,3 g,
sacharidy	9,5 g,
proteiny	0,8 g,
vitamin A	13,0 UI,
vitamin B1	89,0 mg,
vitamin B2	124,0 mg,
vitamin C	1,0 mg,
vápník		20,0 mg,
fosfor		30,0 mg.

## Taxonomie
Lansat domácí je pěstován ve dvou varietách:
- var. 'pubescens' je štíhlejší strom s otevřenou korunou a v mládi chlupatými větvičkami, který vytváří téměř kulaté plody s tlustou slupkou obsahující mnoho latexu.
- var. 'domesticum' je košatější, hustě olistěný strom s chlupatými listy, který tvoří jen málo četná plodenství s podlouhlými, vejčitými nebo eliptickými plody s tenkou, nahnědlou kůži obsahující málo nebo žádný latex.[6]

## Rozmnožování
Nové rostliny se získávají ze semen která nesmí zaschnou, obvykle se vysévají do dvou dnů po vyjmutí z ovoce, po týdenním pobytu na suchu jsou zcela umrtvená, po dobu 14 dnů se dají uchovat ve vlhku a teplotě +5 °C. Z jednoho polyembryonického semene za dva až tři týdny vyklíčí více semenáčků, ponechává se však jen jediný.
Stromy vypěstované ze semen začnou plodit za 12 až 15 let, snaha o získání odkopků kořenů vzrostlých stromů bývá pro nepřítomnost hrubších kořenů neúspěšná. Dobu do objevení prvních plodů lze podstatně zkrátit naroubováním semenáčů, které pak začínají plodit již po 5 letech. Roubuje se, když je podnož ve výšce 10 cm tlustá 2 cm. V ovocných sadech se vysazují do sponu asi 10 m, tradičně se také pěstují v malých počtech v blízkosti obydlí, okolo kokosových plantáží a podél cest.